# Tennessee Buck – Das große Dschungelabenteuer
Tennessee Buck – Das große Dschungelabenteuer (Originaltitel: The Further Adventures of Tennessee Buck) ist ein US-amerikanischer Abenteuerfilm des als Regisseur und Hauptdarsteller wirkenden David Keith aus dem Jahr 1988.

## Handlung
Der Millionär Ken Manchester und seine frisch angetraute Ehefrau Barbara sind auf ihrer Hochzeitsreise auf der Insel Borneo. Auf der Suche nach ihrem Safariführer für die Großwildjagd gerät Barbara durch einen wilden Elefanten in Lebensgefahr; sie wird jedoch in letzter Minute von Tennessee Buck Malone gerettet, der den Elefanten erschießt. Bei dem Zwischenfall kommt der Safariführer zu Tode. Buck wird für das Töten des Elefanten verhaftet and angeklagt. Der Ortsrichter verurteilt ihn zu einer hohen Geldstrafe, die Buck nicht aufbringen kann. Der Richter zeigt daraufhin Interesse an Bucks Talisman, den er an einer Kette um den Hals trägt. Buck weigert sich jedoch, diesen abzugeben.
Ken Manchester bietet an, die Geldstrafe zu bezahlen, wenn Buck sie dafür auf die Safari begleitet. Dieser nimmt das Angebot zögernd an. Zusammen mit seinem Vertrauten Sinanga bereitet Buck die Safari im Stammesgebiet freundlich gestimmter Einheimischer vor. Mit dem Ehepaar Manchester in der Wildnis angekommen, stellt sich heraus, dass ein rivalisierender Stamm das Gebiet übernommen hat. Dieser nimmt die Safarigesellschaft gefangen. Der Häuptling und dessen Mutter erkennen Buck wieder, er hatte den Stamm vor vielen Jahren aus großer Gefahr gerettet. Gegenüber der Dankbarkeit überwiegt beim Häuptling die Gier nach Bucks Talisman und der gutaussehenden Barbara. Er lässt sie in seine Hütte bringen, um sie für die Heirat nach Stammesriten vorzubereiten. Um ihren Mann aus dem Weg zu schaffen, bietet er ihm die Freiheit an. Buck erkennt die Hinterlist und bittet darum, auch Sinanga freizulassen. Er schärft Ken ein, unbedingt Sinanga zu folgen. Ken erkennt nicht den Ernst der Lage, trennt sich von Sinanga und wird von den Stammeskriegern getötet. Mit dem Kopf ihres getöteten Mannes in der Hand kommt der Häuptling zu Barbara und vergeht sich an ihr.
Buck wird von der Mutter des Häuptlings befreit, die immer noch in tiefer Dankbarkeit für dessen frühere Taten ist. Er befreit Barbara, und sie schaffen es zurück zum Flugzeug, wo Sinanga bereits auf sie wartet. Gemeinsam gelingt ihnen die Flucht aus der Wildnis.

## Kritik
„Abenteuerfilm auf den Spuren der Indiana-Jones-Serie, der sein Glück in Sex- und Gewaltszenen sucht. Gute Fotografie und das ansprechende Spiel des Hauptdarstellers können den negativen Gesamteindruck nicht wettmachen.“